# Kołomyja
Kołomyja (ukr. Коломия) – miasto na zachodniej Ukrainie, w obwodzie iwanofrankiwskim, nad Prutem, siedziba rejonu kołomyjskiego. W mieście rozwinął się przemysł maszynowy, odzieżowy, obuwniczy, metalowy, spożywczy, drzewny oraz papierniczy. Miasto jest centrum huculskiej sztuki ludowej, znajduje się tu m.in. muzeum etnograficzne i muzeum pisanek.
Miasto królewskie lokowane pomiędzy 1366 i 1370 rokiem położone było w XVI wieku w województwie ruskim. Kołomyja uzyskała prawo składu w 1456 roku. Jako powiat był jednostką administracyjną w okresie I Rzeczypospolitej, ziemia halicka, województwo ruskie od 1569 do 1772. Od 1772 do 1914 w zaborze austriackim, pod nazwą Kolomea. W latach 1919–1939 miasto powiatowe, największe (1921) w woj. stanisławowskim, do agresji ZSRR na Polskę.

## Historia

### XIII – XVIII wiek
Nazwa Kołomyi ma związek z założycielem miasta królem halickim Kolomanem. Miejscowość była wzmiankowana w 1240 roku i należała do księstwa halicko-wołyńskiego. W połowie XIV wieku została włączona do Polski.
Miasto królewskie zostało założone przez Kazimierza III Wielkiego na prawie magdeburskim pomiędzy 1366 a 1370 rokiem. W XV w. była miejscem sądu grodzkiego, a w okresie od XV w. do 1567 także sądu ziemskiego, który następnie przeniesiono do Halicza.
W 1413 r. król Władysław II Jagiełło ufundował w Kołomyi dominikański klasztor Najświętszej Maryi Panny. Była to dla zakonników placówka „etapowa” na drodze stałych wędrówek misyjnych przez Mołdawię na wybrzeża czarnomorskie i dalej na Bliski Wschód.
W 1459 hospodar mołdawski Stefan III Wielki złożył tutaj hołd Kazimierzowi Jagiellończykowi. Doszło wtedy do upokorzenia hospodara: w momencie składania przez niego hołdu lennego rozwarły się ściany namiotu i wojsko polskie oraz wojsko mołdawskie zobaczyło Stefana klęczącego przed królem. 15 września 1485 Stefan złożył w Kołomyi ponownie hołd Kazimierzowi Jagiellończykowi. W XVI i XVII wieku Kołomyja była ośrodkiem wydobycia cennej wtedy soli. W pierwszej połowie XVII wieku z powodu zalewania miasta przez rzekę Prut przeniesiono miasto na nowe miejsce. W XVIII wieku w mieście wśród miejscowych Żydów bardzo rozwinął się chasydyzm.
Przez cały okres swojej historii miasto było nieustannie niszczone przez Tatarów, Kozaków oraz wojska mołdawskie.

### W zaborze austriackim

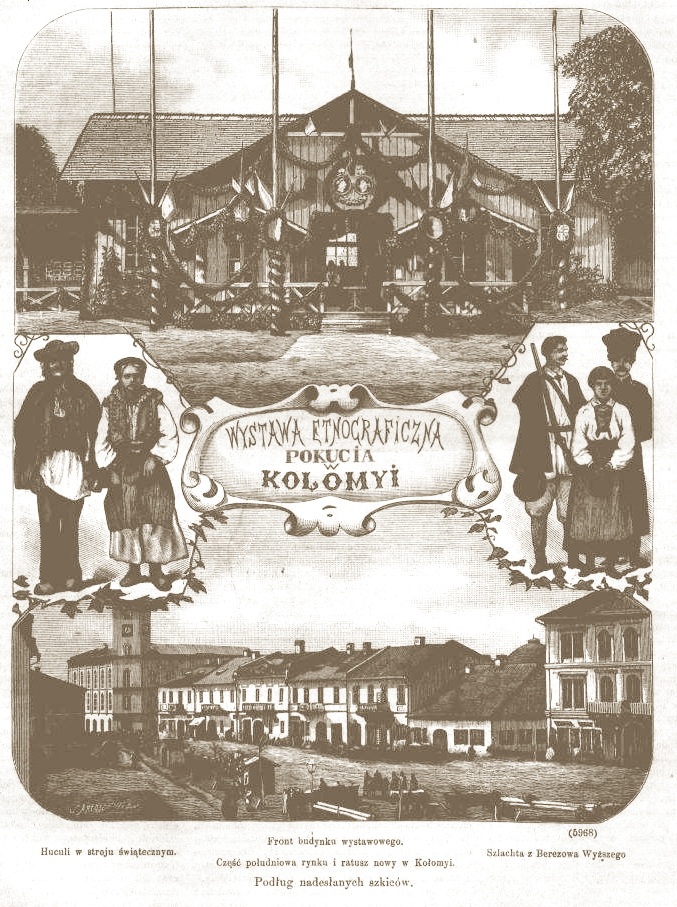
Pierwsza wystawa etnograficzna (1880)

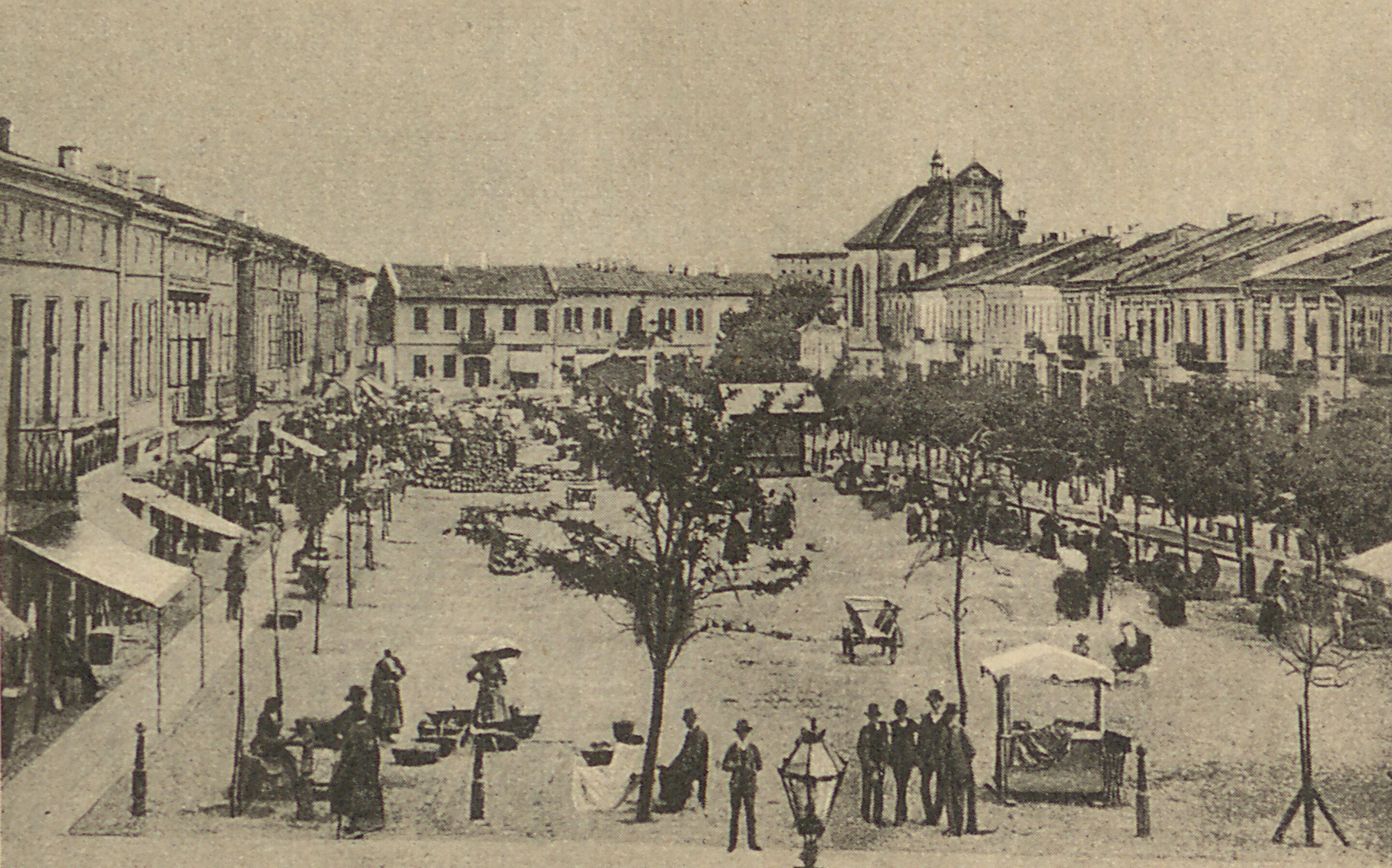
Miejscowość przed 1892

Od 1772 Kołomyja znajdowała się w zaborze austriackim.
W 1876 r. powstała w Kołomyi Szkoły Przemysłu Ceramicznego nazywanej też Krajową Szkołą Garncarstwa. Cieszyła się ona powodzeniem, co spowodowało, że wokół niej skupiła się znaczna grupa artystów ceramików (m.in. rodziny Nappów, Sławińskich i Sowickich).
W 1879 w pobliżu miasta inżynier Stanisław Szczepanowski rozpoczął wydobycie ropy naftowej. W 1880 staraniem oddziału Towarzystwa Tatrzańskiego w Kołomyi odbyła się pierwsza wystawa etnograficzna, prezentująca dorobek kulturowy Pokucia, a wystawę odwiedził cesarz Franciszek Józef I. Współorganizatorem wystawy był Oskar Kolberg – etnograf, folklorysta i kompozytor. Wydarzenie to rozsławiło Karpaty Wschodnie w całej Europie. Za miastem znajdował się również pomnik upamiętniający hołd, jaki złożył hospodar mołdawski Stefan III Wielki Kazimierzowi Jagiellończykowi. W latach 1886–1945 w Kołomyi funkcjonowały tramwaje parowe. W 1913 liczyło 45 000 mieszkańców, w tym 15 000 Polaków, 20 000 Żydów, 9000 Rusinów, 1000 Niemców i innych. Sporych zniszczeń miasto doznało też w czasie I wojny światowej. W 1915 w Kołomyi została powołana słynna II Brygada Legionów, nazywana też Żelazną lub Karpacką.
Pod koniec XIX wieku do Kołomyi włączono kolonię niemiecką Mariahilf (Маріагільф).

### Okres międzywojenny

Herb miasta za czasów II RP

W czasie wojny polsko-ukraińskiej w Kosaczowie stanowiącym dziś część Kołomyi istniał obóz, w którym przetrzymywano kilka tysięcy polskich działaczy niepodległościowych i społecznych. Po wyzwoleniu Kołomyi 24 maja 1919 przez sprzymierzone z Polską wojska rumuńskie stwierdzono, że ponad 1000 więźniów zginęło z powodu chorób, zimna, głodu lub zostało zamordowanych. W okresie dwudziestolecia międzywojennego miasto znajdowało się na terenie II Rzeczypospolitej i wtedy też otwarto w nim Muzeum Pokuckie z bogatym zbiorem rękodzieła huculskiego, istniejące do dziś jako muzeum etnograficzne. Miasto rozwinęło się też w tym czasie jako kurort. W 1929 roku odsłonięto w Kołomyi pomnik Józefa Piłsudskiego.
W Kołomyi stacjonował 49 Huculski Pułk Strzelców z 11 Karpackiej Dywizji Piechoty. Na wiosnę 1939 r. sformowano tu Bataliony ON „Huculski I” i „Huculski II”, wchodzące w skład Karpackiej Półbrygady Obrony Narodowej. W czasie kampanii wrześniowej stacjonowała tu także 16 eskadra towarzysząca. 

### II wojna światowa
W dniach 15-17 września 1939 r. w Kołomyi swoją siedzibę miał Naczelny Wódz marsz. Edward Rydz-Śmigły.
Rosjanie miejscowych Polaków w większości deportowali na wschód w latach 1939–1941.
Po ataku III Rzeszy na ZSRR ostatnie oddziały Armii Czerwonej opuściły Kołomyję 1 lipca 1941 i władzę w mieście przejęli Ukraińcy, w tym ukraińska milicja. 3 lipca miasto znalazło się w strefie okupacji węgierskiej. 4 lipca Ukraińcy zorganizowali pogrom, w czasie którego bito i poniżano Żydów. Musieli oni m.in. rozebrać pomnik Lenina na ulicy Piłsudskiego oraz pomniki Lenina i Stalina w parku. Doszło do próby egzekucji, której w ostatniej chwili zapobiegł ukraiński wiceburmistrz Kołomyi. 16 lipca do Kołomyi przybył ze Stanisławowa oddział niemieckiej Policji Bezpieczeństwa i aresztował 110 Żydów według listy ułożonej przez lokalnego przywódcę OUN Zenona Pryhrodskiego. Żydów wyprowadzono w kierunku wsi Korolówka, gdzie nakazano im wykopać sobie zbiorowy grób. Tym razem egzekucji zapobiegł komendant węgierskiego garnizonu. 1 sierpnia 1941 Kołomyja znalazła się pod niemiecką cywilną administracją (dystrykt Galicja Generalnego Gubernatorstwa) i od tego czasu rozpoczęła się eksterminacja żydowskiej ludności miasta liczącej około 25 tys. osób. Do pierwszej masowej egzekucji doszło w dniach 11-12 października 1941, kiedy Gestapo przy pomocy Ukraińskiej Policji Pomocniczej rozstrzelało 3 tys. Żydów w lesie pod Szeparowcami. Doszło wówczas także do spalenia Wielkiej Synagogi w Kołomyi.  Od 23 marca 1942 do lutego 1943 r. funkcjonowało getto żydowskie. W dniach 3-6 kwietnia 1942 odbył się pierwszy transport Żydów z Kołomyi do obozu zagłady w Bełżcu. W sumie w czasie okupacji niemieckiej w mieście odbyło się 17-20 antyżydowskich "akcji", w czasie których mordowano Żydów na miejscu lub wywożono do Bełżca. Ostatnia z nich odbyła się 2 lutego 1943 (2200 osób zabitych w getcie), po której cały powiat został ogłoszony "wolnym od Żydów" (judenrein).
Armia Czerwona zajęła ponownie miasto w marcu 1944.

### ZSRR
Po wojnie Kołomyja weszła w struktury ZSRR, gdzie przyłączono do niej wieś Diatkowce.
Ludność polska została ekspatriowana. Wielu przedwojennych mieszkańców miasta zostało przesiedlonych do Kłodzka.

## Zabytki

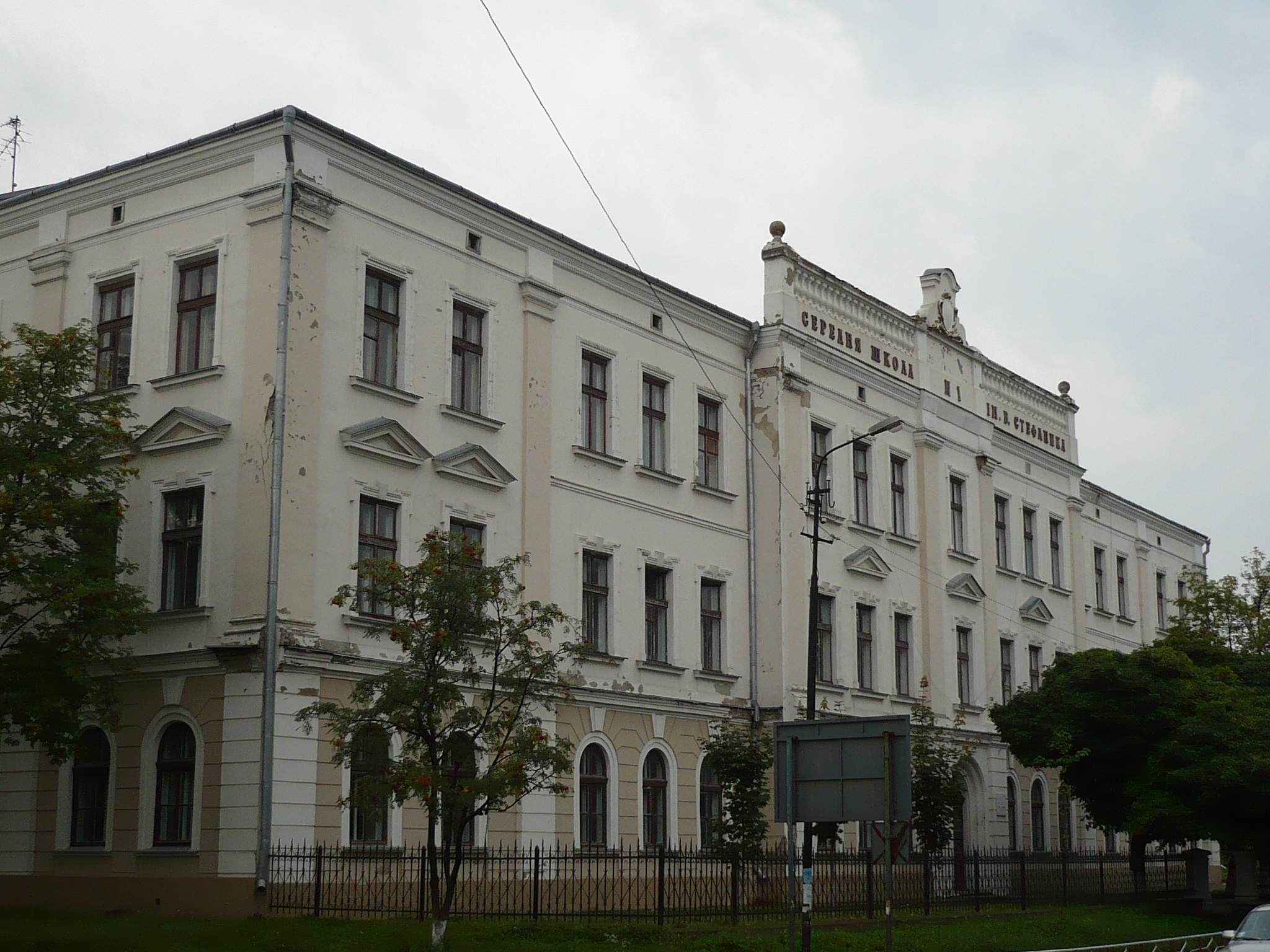
Gimnazjum im. Króla Kazimierza Jagiellończyka (2009)

- Kościół Wniebowzięcia NMP z lat 1762–1772, według projektu Bernarda Meretyna, obecnie cerkiew św. Jozafata, przebudowany, wraz z dzwonnicą z XVIII w., ul. Mazepy 2
- Cerkiew św. Michała Archanioła z 1871, w miejscu katolickiego kościoła dominikanów
- Kościół św. Ignacego Loyoli z 1896 według projektu inż. Dionizego Krzyczkowskiego[20], ceglany, dawny jezuitów z konwentem, obecnie szpital, ul. Iwana Franki 20
- Cerkiew cmentarna Zwiastowania NMP, drewniana z 1587 r.
- Wielka Synagoga z 1848.
- Ratusz neorenesansowy z 1877; wieża przebudowana po 1948 ul. Gruszewskiego 1
- Budynek szpitala (1860) dawne Starostwo Kołomyjskie, ul. W. Czornowola 32
- I Państwowe Liceum i Gimnazjum im. Króla Kazimierza Jagiellończyka z 1875, wybudowane w miejscu zamku, ul. Mickiewicza 1
- Dworzec kolejowy
- Dawne gimnazjum ss. urszulanek
- Muzeum Huculszczyzny i Pokucia, zbudowane w latach 1896–1902 jako Ukraiński Dom Ludowy, ul. Teatralna 25
- Budynek Banku, z początku XX w., ul. Dragomanowa 1
- Budynek Domu Kultury, z XIX w., ul. plac Biczowy 7
- Budynek poczty, z początku XX w., W. Czornowola 47
- Budynek Rady miejskiej z początku XX w., ul. Szuchewicza 80
- Budynek dawnego Domu Oficerskiego, z XIX w.
- Zamek[21]
- polski cmentarz

## Edukacja
W Kołomyi działa szereg szkół średniego stopnia, m.in. liceum ekonomiczne, technikum i liceum pedagogiczne oraz Instytut Przyrodniczy w ramach Uniwersytetu KROK.

## Kultura
Muzeum Pisanek posiada bogate zbiory pisanek z całego świata. Prezentuje pisanki z wielu krajów, m.in. Chin, Izraela, Egiptu, Cejlonu, z Kenii. Polskie pisanki pochodzą z regionu łowickiego. W ekspozycji zaprezentowano pisanki robione różnymi technikami: malowane, wydrapywane, wyklejane, obszywane, haftowane, oblepiane. Materiałem na pisanki może być wypreparowane jajo kurze, przepiórcze, gęsie, kacze, strusie, orle, a także obrobiony do owalnego kształtu kamień, drewno i szkło. Na terenie muzeum znajduje się kilkunastometrowa pisanka z drewna, w której wnętrzu mieści się część ekspozycji.
Muzeum Huculszczyzny i Pokucia mieszczące się w zabytkowej kamienicy z końca XIX w. gromadzi zbiory w działach: artystycznej obróbki drewna (rzeźba, inkrustacja, wypalanie), obróbki metalu i skóry, garncarstwa, tkaniny dekoracyjnej, kilimiarstwa, hafciarstwa i odzieży.

## Sport
Przed II wojną światową w Kołomyi działał polski klub piłkarski Pokucie Kołomyja. Współcześnie w mieście funkcjonują ukraińskie kluby piłkarskie Pokuttia Kołomyja i Karpaty Kołomyja.

## Ludzie związani z miastem

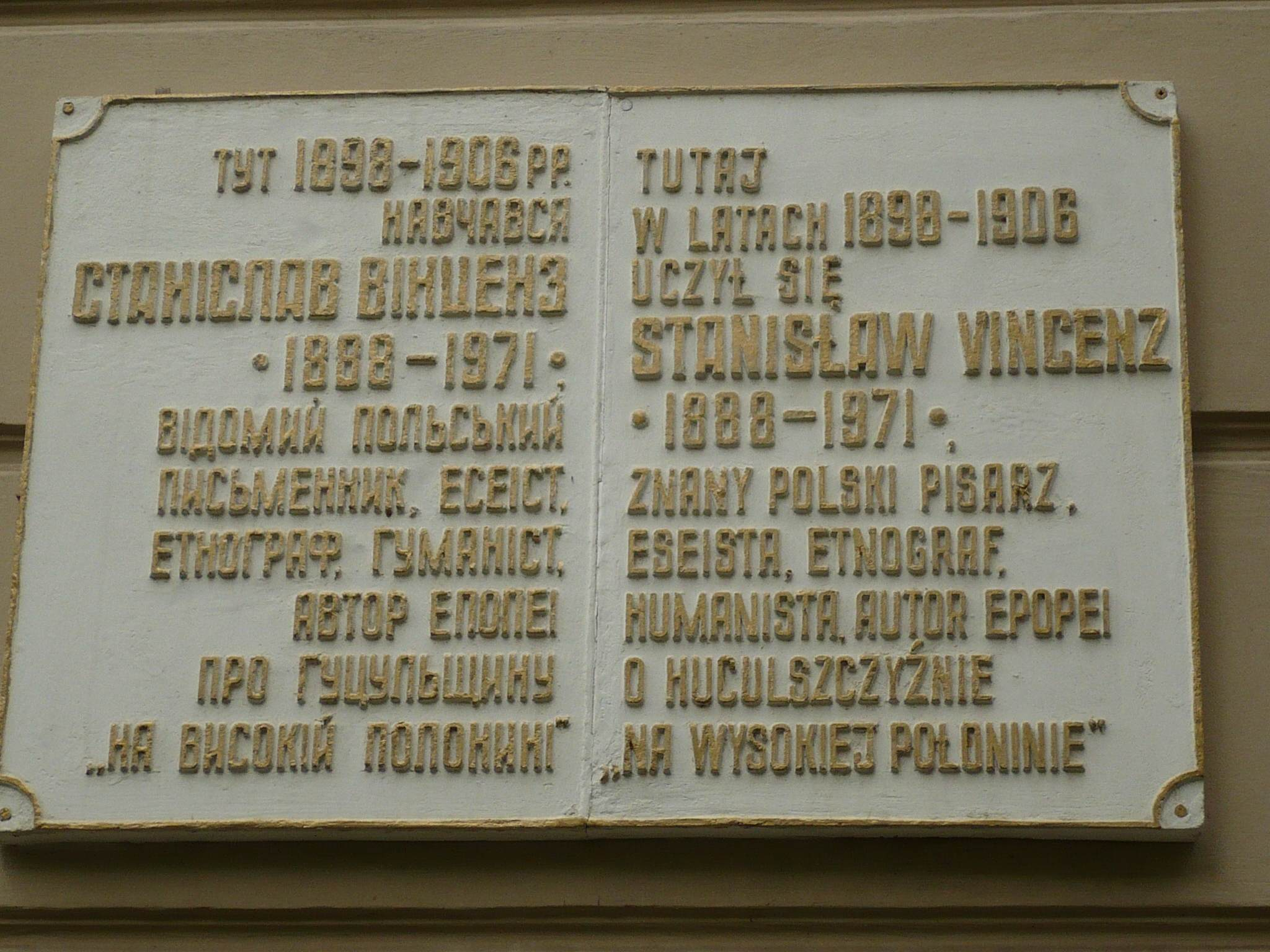
Tablica Stanisława Vincenza na Gimnazjum Króla Kazimierza Jagiellończyka (2009)

- Stanisław Szczepanowski – poseł VII kadencji Sejmu Krajowego Galicji z kurii miast[24]
- dr Stanisław Kaliniewicz (1893-1943) – chirurg-urolog, dyrektor kołomyjskiego szpitala, autor prac naukowych o chorobach nowotworowych, zamordowany 24 lipca 1943 r. w Szeszorach przez nacjonalistów ukraińskich z OUN-UPA[25].

Honorowi obywatele
- Seweryn Bańkowski – starosta c. k. powiatu kołomyjskiego[26]
- Ferdynand Pawlikowski – kierownik starostwa c. k. powiatu kołomyjskiego[27]
- Józef Skupniewicz – wybitny wieloletni dyrektor i pedagog c.k. Gimnazjum w Kołomyi, zasłużony działacz społeczny[28]

Sprawiedliwi wśród Narodów Świata ratujący Żydów w Kołomyi
Na polskiej liście Sprawiedliwych:
- Wanda Czabaj[29]
- Maria Kruszelnicka i jej syn Czesław Kruszelnicki[30]
- rodzina Strzelbickich (Włodzimierz i Katarzyna oraz ich dzieci Napoleon, Dionizy i Teresa)[31]
- Helena Śledzińska i jej syn Leopold Śledziński[32]
- Andrzej Śliwiak – ukrywał 10 Żydów[33]
- Albin Tyll[34]
- Teresa Wilczkiewicz (secundo voto Burza)[35]
- Florian i Maria Wojnerowscy[36]

Na ukraińskiej liście Sprawiedliwych:
- Wasyl i Kateryna Marczukowie i ich córka Ahafja (po mężu Prokopczuk)[37]
- Basylian Petrowski[38][39].
- Dominika Stefaniw oraz jej córki Myrosława i Oksana (po mężu Petrenko)[40]

## Urodzeni w Kołomyi
- Emanuel Feuermann – austriacki wiolonczelista
- Chrystyna Antonijczuk – ukraińska tenisistka
- Zbigniew Hirnle – lekarz radiolog, pisarz, artysta malarz
- Ryszard Brykowski
- Ryszard Kantor
- Kazimierz Makarski
- Franciszek Arciszewski
- Stanisław Rola-Arciszewski
- Krzysztof Beck – polski sztangista
- Teodor Błoch
- Marian Buszyński
- Jerzy Czajkowski
- Wiktor Dobrzański
- Edward Doszla
- Irena Dziedzic
- Zygmunt Ellenberg
- Wincenty Fryszczyn
- Zygmunt Gromnicki
- Mieczysław Jagielski
- Hiob Poczajowski
- Franciszek Kamiński (pilot)
- Józef Jan Korabiowski
- Konstanty Krumłowski
- Włodzimierz Łazoryk – polski pilot
- Rudolf Marcinowski
- Roman Mazierski
- Jan Nowicki (biskup)
- Bohdan Osadczuk – ukraiński dziennikarz
- Maria Podraza-Kwiatkowska
- Edmund Zaremba
- Józef Rybicki
- Józef Sanojca
- Stanisław Sedlaczek
- Tadeusz Stadniczeńko
- Konstanty Tchorznicki
- Bolesław Kazimierz Turzański
- Zygmunt Aleksander Wnęk
- Danuta Zachariasiewicz
- Andrzej Załucki – wiceminister spraw zagranicznych
- Marian Załucki – poeta, pisarz
- Kazimierz Zborowski

## Miasta partnerskie
- Nysa